# Jugon-les-Lacs-Commune-Nouvelle
Jugon-les-Lacs-Commune-Nouvelle é uma comuna francesa na região administrativa da Bretanha, no departamento de Côtes-d'Armor. Estende-se por uma área de 38.03 km². Em 2010 a comuna tinha 2 556 habitantes (densidade: 67,2 hab./km²).
Foi criada em 1 de janeiro de 2016, após a fusão das antigas comunas de Jugon-les-Lacs e Dolo.